# Hydractinia sodalis
Hydractinia sodalis är en nässeldjursart som beskrevs av William Stimpson 1858. Hydractinia sodalis ingår i släktet Hydractinia och familjen Hydractiniidae. Inga underarter finns listade i Catalogue of Life.